# Saint-Laurent-du-Bois
Saint-Laurent-du-Bois település Franciaországban, Gironde megyében. Lakosainak száma 257 fő (2022. január 1.). Saint-Laurent-du-Bois Saint-Félix-de-Foncaude, Castelviel, Gornac, Saint-Exupéry, Sainte-Foy-la-Longue, Saint-Laurent-du-Plan és Saint-Martial községekkel határos.

## Népesség
A település népessége az elmúlt években az alábbi módon változott:
| Lakosok száma | 272  | 205  | 216  | 226  | 248  | 258  | 250  | 247  | 250  | 257  |
|               | 1968 | 1982 | 1990 | 2006 | 2013 | 2015 | 2017 | 2019 | 2020 | 2022 |